# Divisione amministrativa del Regno del Congresso
La divisione amministrativa del Regno del Congresso subì diverse modifiche negli anni. Immediatamente dopo la sua creazione, nel 1815-1816, il Regno del Congresso di Polonia fu diviso in Dipartimenti, reliquia dell'epoca di dominazione francese del Ducato di Varsavia. Nel 1816 la divisione amministrativa fu rinnovata, con l'introduzione dei tradizionali voivodati, obwód e distretti. Nel 1837, dopo la Rivolta di Novembre, fu ulteriormente riformata la suddivisione amministrativa, in modo da portare il Regno del Congresso più vicino alla struttura dell'Impero russo, con l'introduzione delle gubernie (governatorati, in polacco: gubernia), trasformando gradualmente la Polonia nella "Nazione della Vistola". Nei decenni successivi, furono effettuate piccole modifiche, cambiando le unità amministrative, accorpandole o dividendole.

## 1816

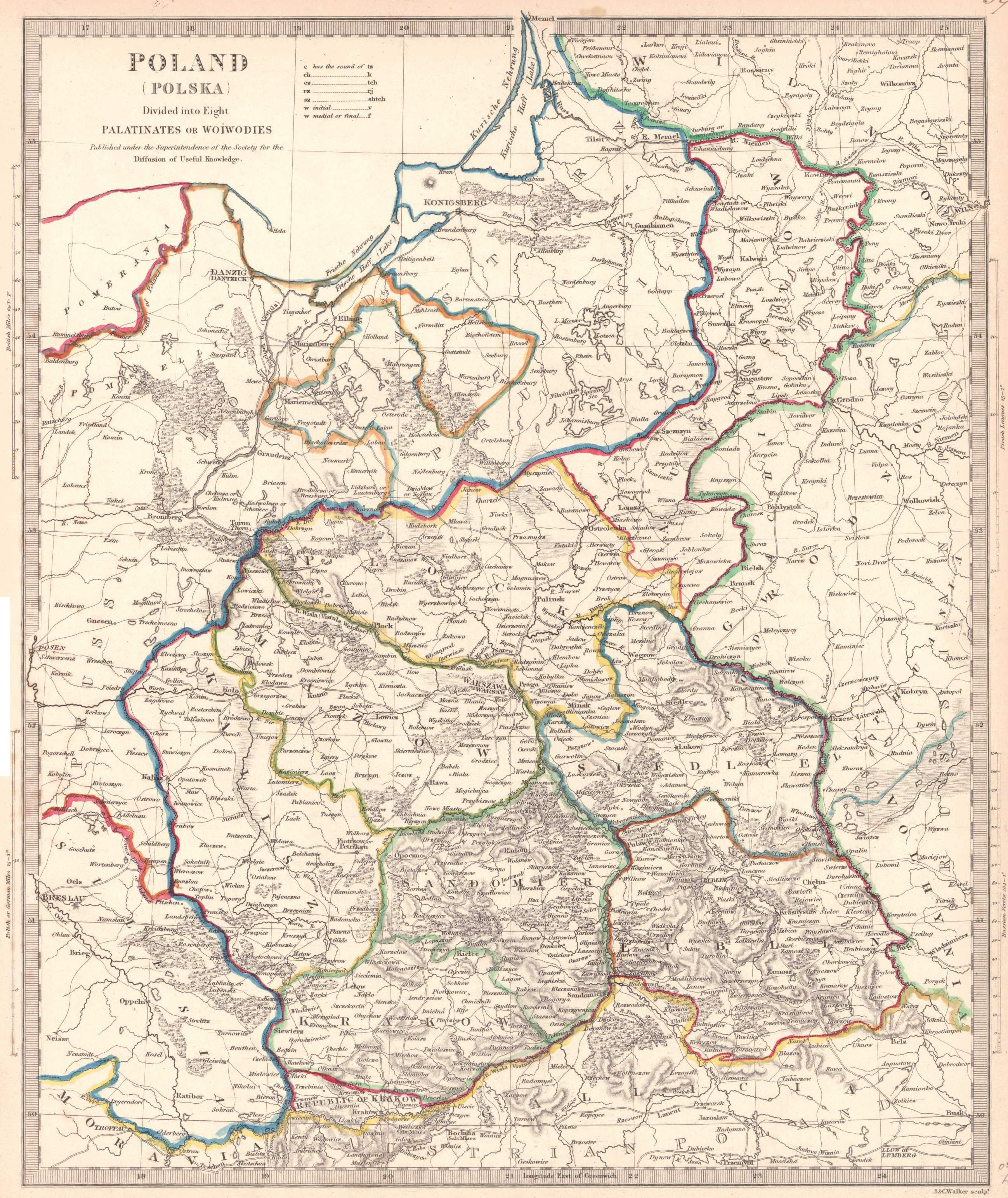
Divisione amministrativa dal 1816 al 1844

Il 16 gennaio 1816 la divisione amministrativa fu riformata, dai dipartimenti del Ducato di Varsavia ai voidodati, obwód e distretti tradizionali della Polonia.
Esistevano otto voivodati:
- Voivodato di Augustów (capoluogo Suwałki)
- Voivodato di Kalisz
- Voivodato di Cracovia (nonostante il nome della provincia, la città di Cracovia non era inclusa; Cracovia fu infatti una città libera fino alla rivolta del 1846; il capoluogo fu dapprima Miechów, poi Kielce).
- Voivodato di Lublino
- Voivodato della Masovia (capoluogo Varsavia)
- Voivodato di Płock
- Voivodato della Podlachia (capoluogo Siedlce)
- Voivodato di Sandomierz (capoluogo Radom)

## 1837
Il 7 marzo 1837 i voivodati del Regno del Congresso furono ridenominati gubernie (governatorati):
- Governatorato di Augustów (con capoluogo a Łomża)
- Governatorato di Kalisz (con capoluogo a Kalisz)
- Governatorato di Cracovia (con capoluogo a Kielce)
- Governatorato di Lublino (con capoluogo a Lublino)
- Governatorato di Masovia (con capoluogo a Varsavia)
- Governatorato di Płock (con capoluogo a Płock)
- Governatorato di Podlachia (con capoluogo a Siedlce)
- Governatorato di Sandomierz (con capoluogo a Radom)

## 1842
Nel 1842 i distretti cambiarono nome in okręg, e gli obwód furono ridenominati distretti.

## 1844
Nel 1844 diversi governatorati furono uniti ad altri, e altri cambiarono nome. Rimasero solo cinque governatorati:
- Governatorato di Augustów
- Governatorato di Lublino (consistente degli ex governatorati di Lublino e Podlachia)
- Governatorato di Płock
- Governatorato di Radom (consistente degli ex governatorati di Cracovia e Sandomierz)
- Governatorato di Varsavia (consistente degli ex governatorati di Masovia e Kalisz)

## 1867

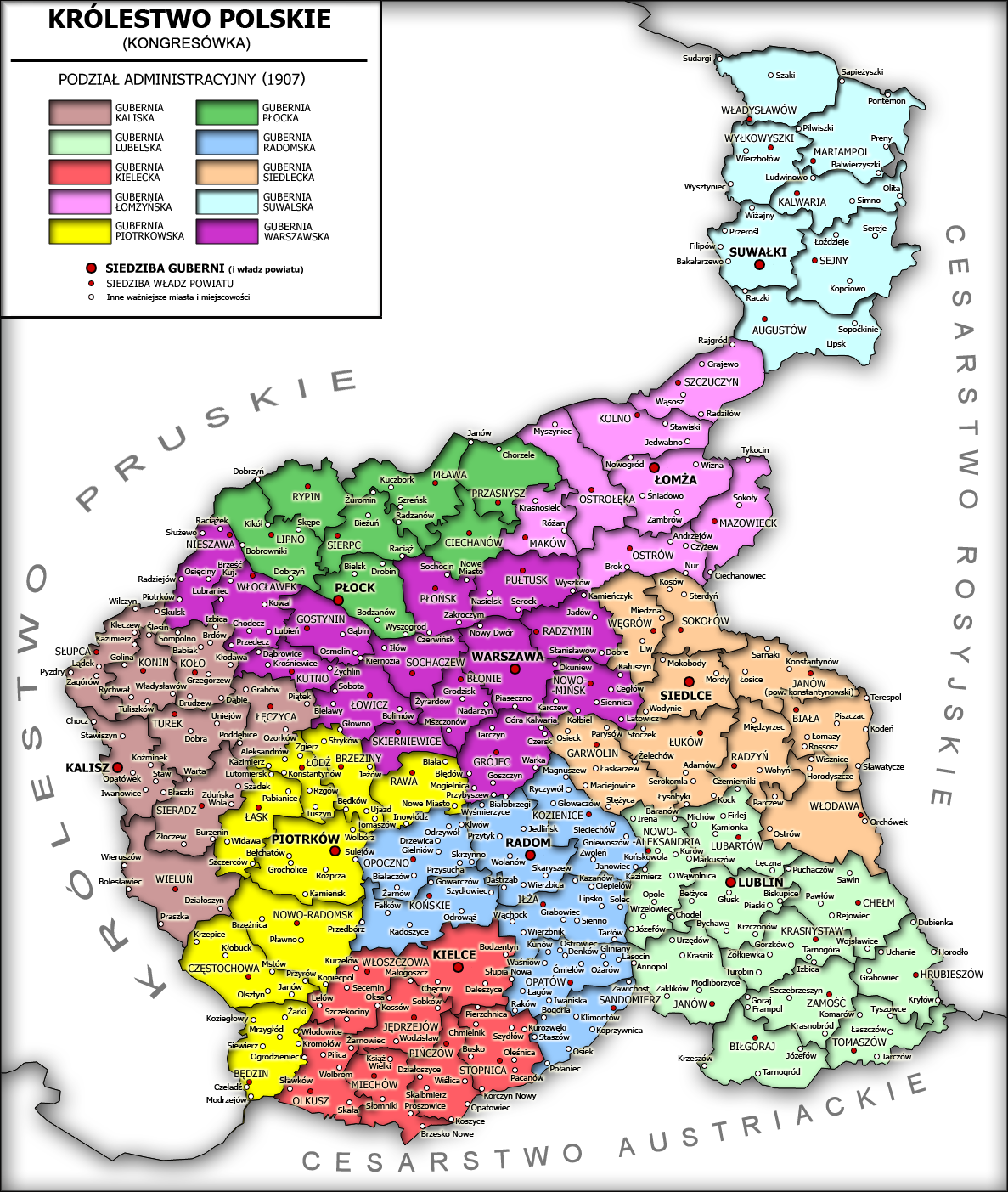
Divisione amministrativa dal 1867 al 1912.

La riforma del 1867, iniziata dopo il fallimento della Rivoluzione di gennaio, fu studiata ad hoc per legare ancora più strettamente la Polonia (ora de facto Nazione della Vistola) alla struttura amministrativa dell'Impero russo. I governatorati più grandi furono suddivisi in governatorati minori, e furono introdotte nuove entità locali, i comuni. Furono istituiti 10 governatorati:
- Governatorato di Kalisz - Калишская (Kalishskaya)
- Governatorato di Kielce - Келецкая (Keletskaya) - scorporato dal Governatorato di Radom
- Governatorato di Lublino - Люблинская (Lublinskaya)
- Governatorato di Łomża - Ломжинская (Lomzhinskaya) - scorporato dall'ex Governatorato di Augustów
- Governatorato di Piotrków - Петроковская (Petrokovskaya) - scorporato da parti dei Governorati di Radom e Varsavia
- Governatorato di Płock - Плоцкая (Plotskaya)
- Governatorato di Radom - Радомская (Radomskaya)
- Governatorato di Siedlce - Седлецкая (Sedletskaya)
- Governatorato di Suwałki - Сувалкская (Suvalskaya) - scorporato dall'ex Governatorato di Augustów Governorate meno il nuovo Governatorato di Łomża)
- Governatorato di Varsavia - Варшавская (Varshavskaya)

## 1893
Una riforma minore del 1893 trasferì alcuni territori dai Governatorati di Płock e Łomża a quello di Varsavia.

## 1912

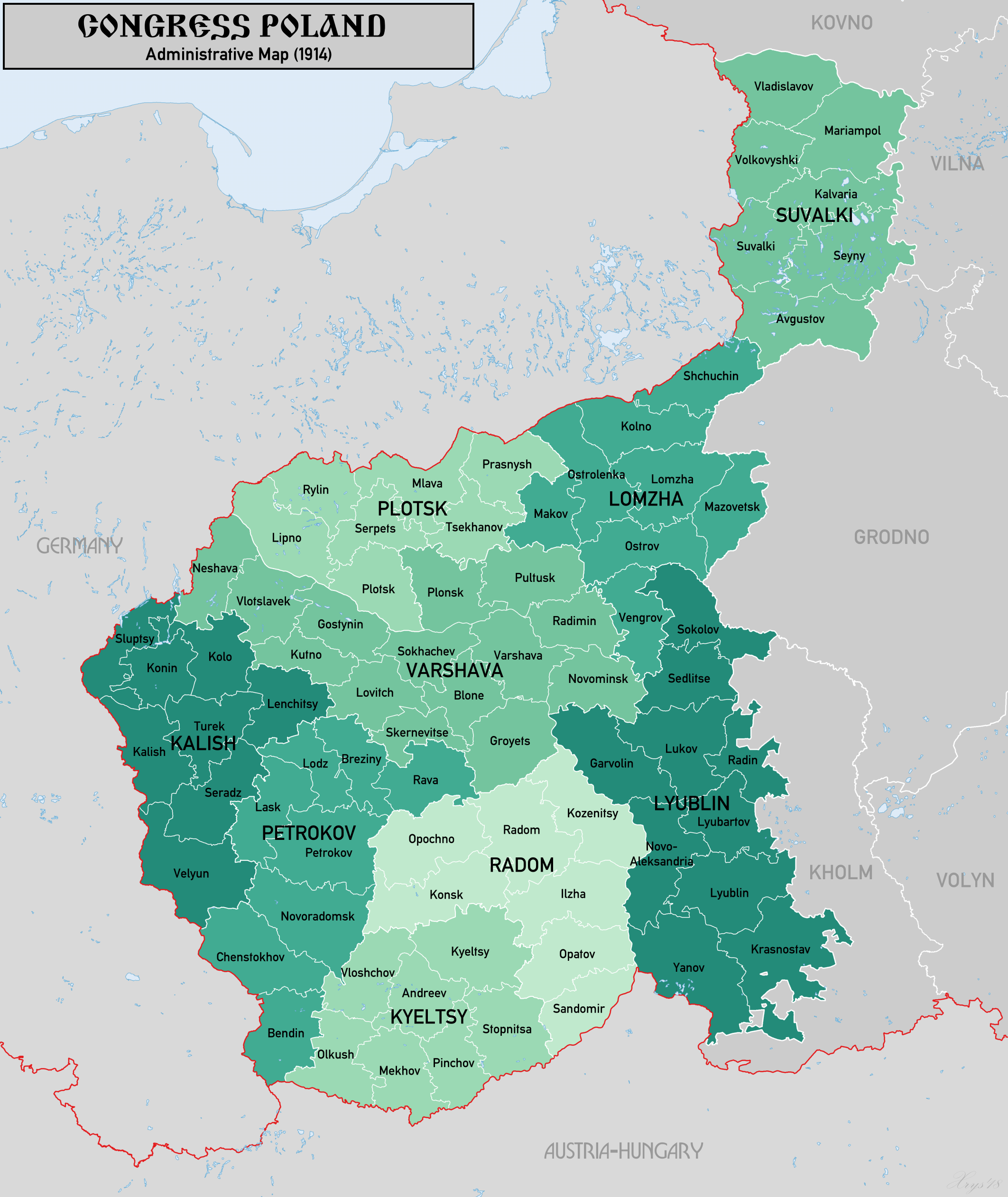
Divisione amministrativa dal 1912 al 1915.

Nel 1912 parte del governatorato di Siedlce e parte di quello di Lublino costituirono il Governatorato di Chełm, ceduto all'Impero russo come precauzione nel caso in cui i territori polacchi fossero stati strappati all'impero in guerra.